# Karl Köpke (Politiker)
Karl Köpke (* 1. Januar 1926 in Rostock; † 11. September 1997) war ein deutscher Politiker (SPD). Er war von 1990 bis 1994 Mitglied im Landtag Sachsen-Anhalt.

## Ausbildung und Leben
Karl Köpke besuchte von 1932 bis 1936 die Volksschule und ab 1936 das Realgymnasium in Malchin. Danach machte er die Ausbildung zum Fotografen und legte 1949 seine Meisterprüfung in Weimar ab. Ab 1950 war er mit einem Fotostudio in Halberstadt selbständig, bis er Anfang 1989 invalidisiert wurde.
Karl Köpke war evangelischer Konfession. Er war verheiratet und hatte zwei Kinder.

## Politik
Karl Köpke, der vorher parteilos war, wurde im Oktober 1989 während der Wende Mitglied im Neuen Forum und trat im November 1989 in die SDP ein. Er wurde bei der ersten Landtagswahl in Sachsen-Anhalt 1990 über die Landesliste in den Landtag gewählt.